# Palacio Municipal de Puebla
El Palacio Municipal de Puebla es la sede del Ayuntamiento de la ciudad de Puebla de Zaragoza ubicado frente a la Plaza Mayor del Centro Histórico, patrimonio de la humanidad desde 1987. El edificio actual de estilo de la arquitectura isabelina con influencias del neoclásico y del renacimiento italiano fue iniciado en 1887 y terminado en 1906 según el proyecto del arquitecto inglés Charles T. S. Hall. La sede del poder civil municipal se estableció en el mismo lugar desde 1536 como parte del proceso fundacional de la ciudad.

## La sede del Ayuntamiento en el tiempo

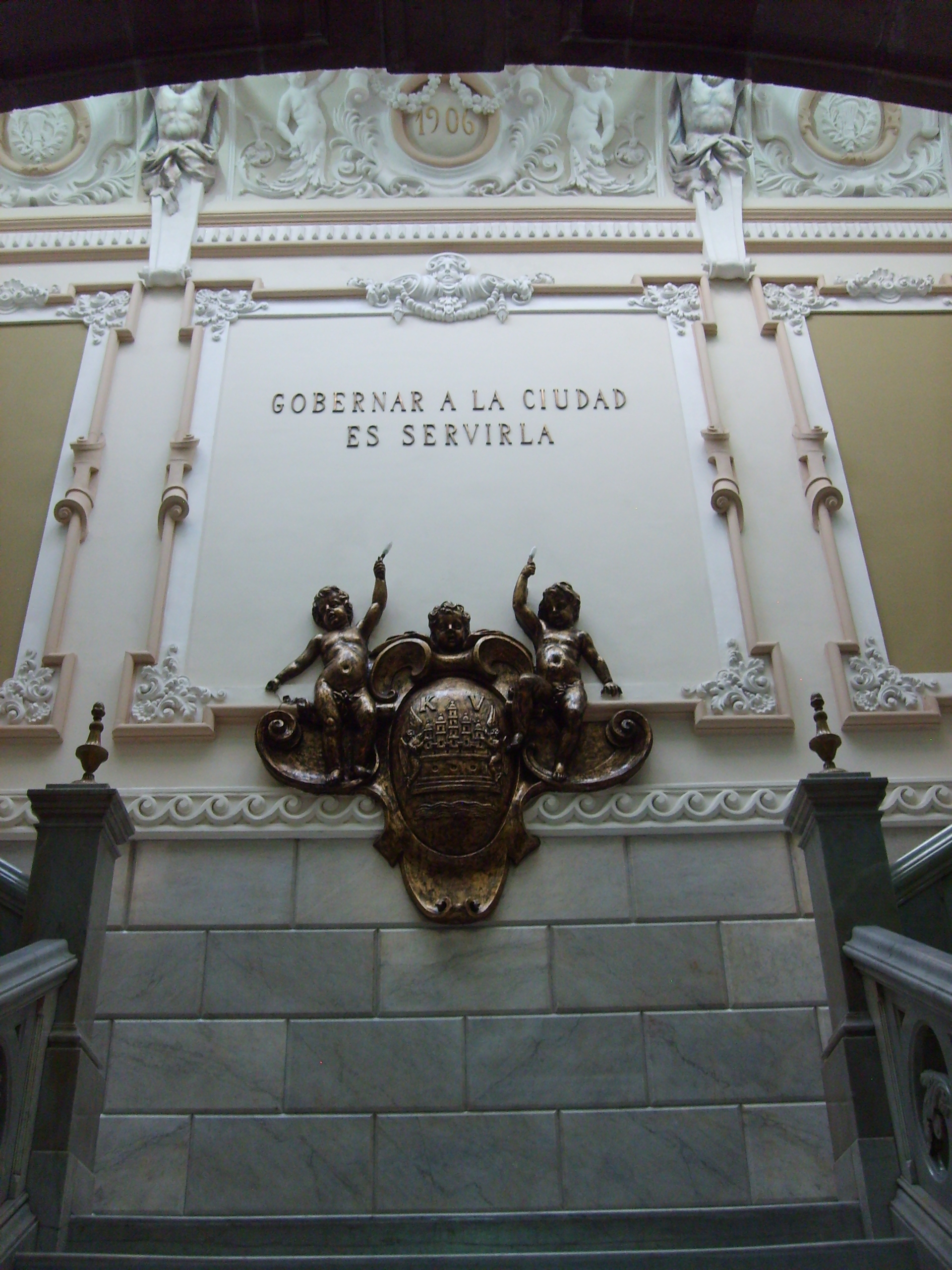
Escudo de Puebla en el descanso de la escalinata.

La historia del Ayuntamiento de Puebla se inscribe en el contexto de la fundación de la ciudad al ser necesario para el despacho de los negocios de los pueblos tres lugares públicos: la casa del Cabildo o Consejo, la casa de la Audiencia y la cárcel, y que por demás estaban obligados. Desde la fundación se asignó para el cabildo toda la manzana del lado norte de la Plaza Pública, teniendo como característica los portales que le dieron su nombre original: Portal de la Audiencia. En 1536 el Ayuntamiento vendió los solares del lado poniente de la manzana y obligó a los compradores a construir portales, así como a los demás adyacentes a la Plaza. El Consejo requirió del permiso del virrey dado que los regidores no podían enajenar bienes sin su permiso. Sin embargo para el mismo siglo, el Ayuntamiento había recuperado esas fincas. Era costumbre, en los primeros años, que el cabildo se reuniese en la casa del Corregidor Hernando de Helgueta, como se lee en un documento de Cabildo del 25 de febrero de 1533.

### Se erige el primer Palacio Municipal
El edificio del Ayuntamiento se comenzó a construir en 1536 y consistía de tres salas que ocupaban solo la cuarta parte de la fachada del actual Palacio. La sala principal correspondía a la del Cabildo, la cual tenía un estrado de piedra y una escalinata, más adentro había un claustro y de fachada lucía un portal, que sigue siendo su característica, junto se hallaba la vivienda del alcalde mayor; al Poniente de la calle se dispuso la Audiencia y la cárcel y por detrás de esta se construyó la Alhóndiga y el Corral del Concejo (1546-76), al mismo tiempo se erigió la Capilla del Consejo dedicada a San Miguel, la cual se cita en un documento de 1561, pero hacia 1578 se construyó una nueva sobre el callejón y dos arcos, hoy Pasaje del Ayuntamiento, "para los regidores y la gente del mercado".

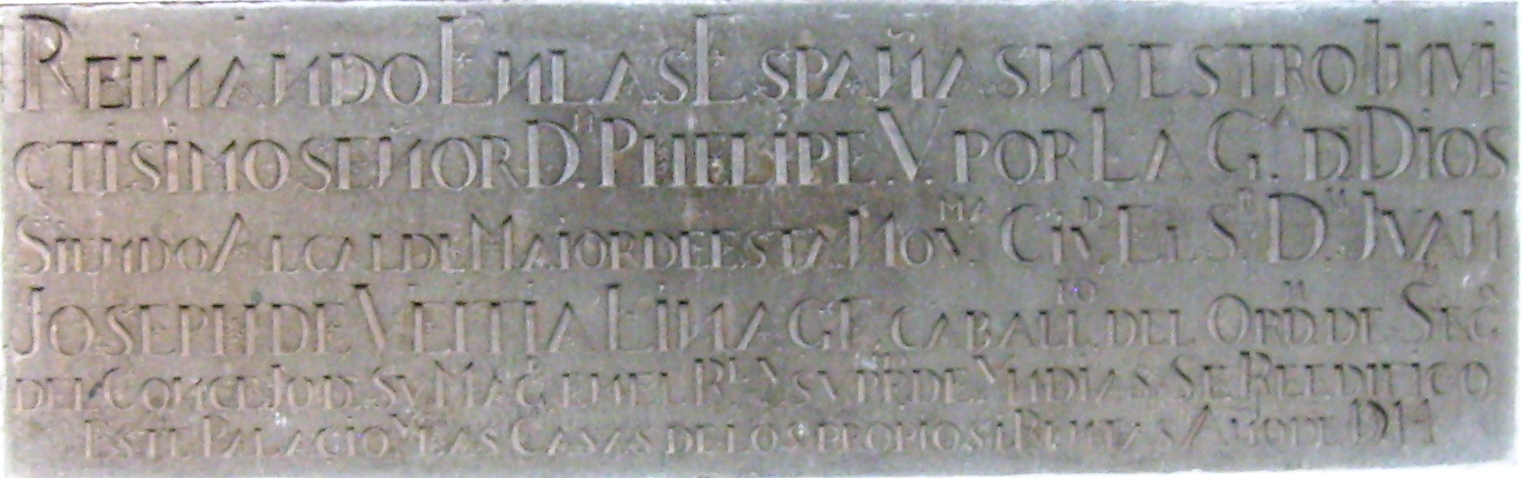
La inscripción del edificio de 1714 adosada actualmente al muro exterior de la Sala de Sesiones reza:
REINANDO EN LAS ESPAÑAS NVESTRO INVICTISIMO SEÑOR D^{n}. PHELIPE V POR LA G^{a} DE DIOS SIENDO ALCALDE MAIOR DE ESTA NOV^{ma}. CIV^{d}. EL SEÑOR Dn JVUAN JOSEPH DE VEITIA LINAJE CABALLE^{ro} DEL ORDn DE SnTIAGo DEL CONSEJO DE SV MAG^{d} EN EL RI Y SVPR^{mo} DE YNDIAS SE REEDIFICO ESTE PALACIO Y LAS CASAS DE LOS PROPIOS I RENTAS, AÑO DE 1714.

A comienzos del siglo XVII se añadió un segundo piso al Ayuntamiento, además de la capilla mencionada, así como para las restantes construcciones (casa y tiendas) al poniente del callejón, hoy Pasaje. Atrás de estas construcciones se hizo otro callejón pero de Poniente a Oriente que comunicaba con el actual pasaje. Hacia la esquina de la 5 de Mayo, arriba de las viviendas, se ubicó (1617) los departamentos de la contaduría de la alcabala. El archivo estaba junto a la sala de Cabildo, en el edificio principal del Ayuntamiento.

### Segundo Palacio Municipal
De acuerdo a las informaciones que dan los historiadores Cerón Zapata (1714) y Veytia (1780), las oficinas de la Audiencia y la cárcel se hallaban en el espacio del actual Palacio Municipal pero "carecían de lucimiento y comodidad" y contrastaba con las aspiraciones de los habitantes de la Angelópolis que para aquel entonces veían construir la gran Catedral de Puebla. 
En 1714 el alcalde mayor Juan José de Veytia y Linaje inició la construcción de un nuevo edificio para el Ayuntamiento, levantándolo desde los cimientos.
En este edificio se reservó para los alcaldes mayores la esquina del segundo piso del extremo oriente, actual 2 Norte. Al exterior lucía una balconería uniforme y dentro sala capitular y capilla. Después de la Puerta principal se accedía a una escalera que se dividía y conducían a un magnífico corredor con 8 arcos de piedra y balaustrada de hierro bien labrados que distribuían hacia la sala de la Audiencia, cárcel y vivienda del alcalde mayor y sobre cuya puerta se hallaba adosada la lápida de cantería que posteriormente se colocó en el cubo del zaguán. 
Esa lápida conmemorativa de la fecha de construcción del segundo Ayuntamiento junto con el dintel y las jambas del antiguo zaguán, se hallan adosadas, en la actualidad, a la pared del corredor, contigua a la Sala de Sesiones del Cabildo Municipal.

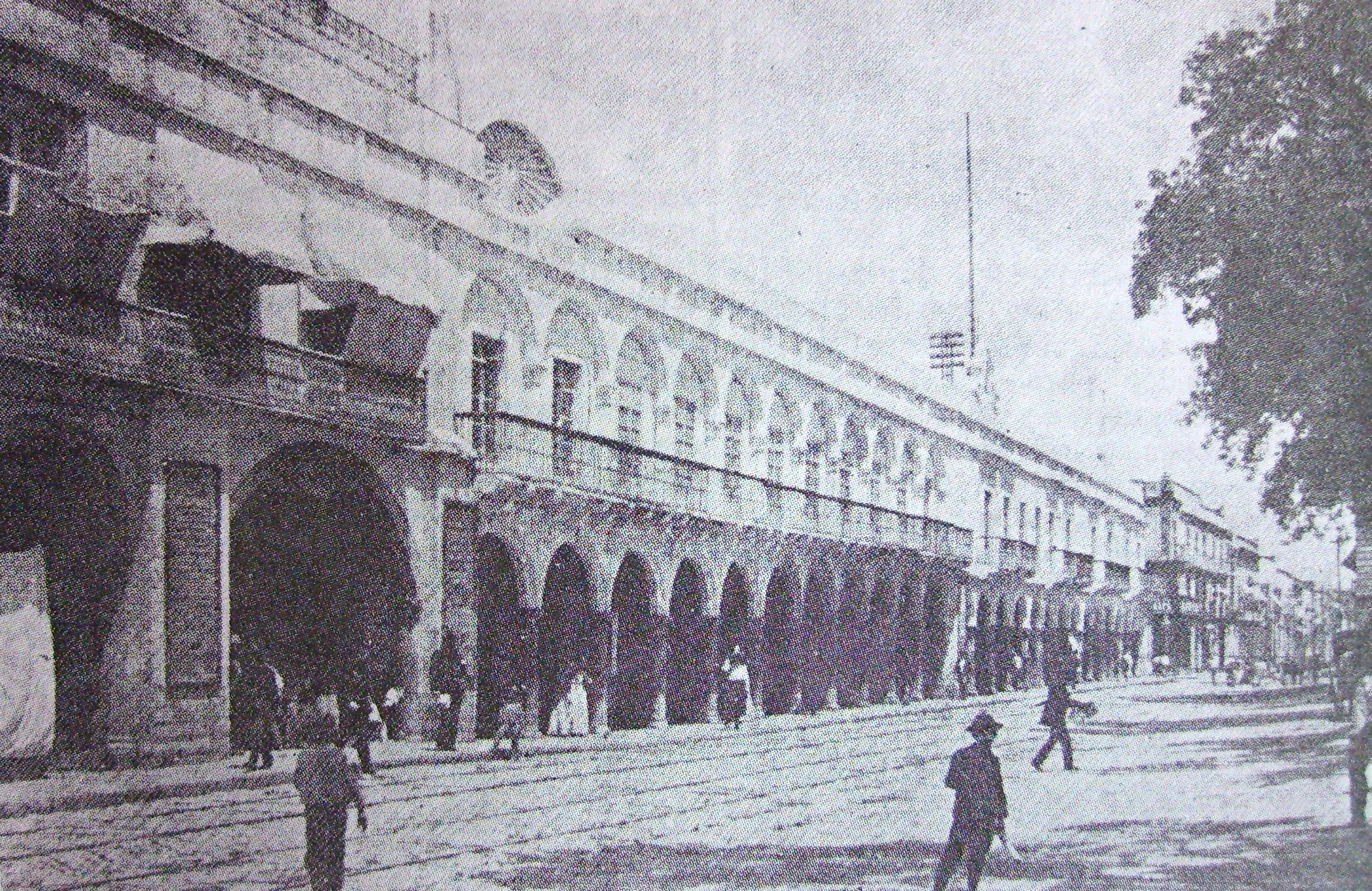
El Palacio Municipal hacia 1896, antes de su remodelación.

Cerca del actual Pasaje y donde habían habitado los anteriores alcaldes mayores se ubicó la cárcel que aún servía para tal fin en 1780, las piezas altas sevían de prisión de mujeres, capilla de ajusticiados, salas de tormentos y de visitas, esta última tenía comunicación al corredor de la vivienda de los gobernadores (1754-84).

## Actual Palacio Municipal
A partir del segundo período presidencial del General Porfirio Díaz, el país sufrió una transformación paulatina, las ciudades importantes intentaron imitar el modelo urbano y arquitectónico de París; Puebla no fue la excepción; el 17 de febrero de 1897 se publicó en el Boletín Municipal la convocatoria oficial para la construcción de un nuevo y diferente edificio concejal acorde con los lineamientos de la arquitectura moderna de la época; resultando ganador el arquitecto inglés Carlos T.S. Hall.
Resulta importante mencionar que el arquitecto Hall no demolió la totalidad del antiguo edificio, aprovechó muchos de los pesados muros de mampostería y cantera.
Ya para 1901, siendo exactos el 5 de enero, antes de que se concluyera la obra, aprovechando una visita que a Puebla hiciera el General Porfirio Díaz, Presidente de la República, se le invitó a “pre-inaugurar” el edificio, aún sin la fachada completa.  La obra casi concluida, fue entregada por su autor el primero de junio de 1903.
La inauguración oficial tuvo lugar en noviembre de 1906. Desde entonces, pese a los avatares de la Revolución de 1910, a los temblores, y a los distintos ayuntamientos que desde entonces han gobernado la Angelópolis, el Palacio Municipal no ha sufrido modificaciones sustanciales, conservando su belleza y prestancia, digna sede de una ciudad que por su riqueza arquitectónica, entre la que se incluye el edificio consistorial, ha sido declarada “Patrimonio de la Humanidad”. La Sala de Cabildos, adornada con yeserías, alberga el original de la Cédula Real firmada por Isabel de Portugal y fechada el 2 de marzo de 1532, mediante la cual se otorga a Puebla el título de "Ciudad de los Ángeles"

## Arquitectura

##### Fachada
La primera fachada tenía dos niveles corridos complementados por un elemento central, tres niveles y un remate visual, además de dos torreones laterales en los extremos. 
Se demolió la antigua fachada para que posteriormente el arquitecto Charles T. S. Hall la diseñó con un estilo romántico, específicamente renacimiento inglés e italiano. Es así como la fachada demolida de cantera gris se sustituyó con detalles de almohadillado típico del estilo renacentista, grandes balaustradas de remate y algunos elementos barrocos como lo son las ondulaciones en la fachada central y frontones interrumpidos.

##### Niveles
En el primer nivel se genera una galería porticada con arcos que se han modificado a lo largo del tiempo, reduciéndose en número, pues originalmente contenían 25 arcos, en la actualidad el edificio contiene 15 arcos con medidas distintas entre ellos, con la finalidad de generar más iluminación.
El arco con mayor dimensión se encuentra en el acceso principal para enmarcar la entrada, acompañado por un arco menor a los dos costados, característico del estilo Serlio. 
Ingresando al edificio se encuentra un gran patio central porticado por los cuatro lados compuesto de columnas, en el primer nivel de Orden Toscano y en el segundo de Orden Jónico.
En el tercer nivel se encuentra la campana que se toca cada año en el tradicional Grito de Independencia.

##### Escaleras
En el interior también se encuentran las emblemáticas escaleras de mármol de Carrara que se dividen en dos tramos convirtiéndose en escalera de 3 rampas que funcionan como remate visual en el centro con el Escudo Nacional.  Las escaleras tomaron el mayor tiempo de la construcción por los detalles tales como el  trabajo en yeso enmarcando los tragaluces con vitrales de temas de Victoria y las Bellas Artes, grandes figuras de atlantes que simulan  sostener dichos tragaluces, detalles característicos del Renacimiento que dan sentido de poder y sobriedad al edificio arquitectónico.
En el tercer nivel se encuentra la campana que se toca cada año en el tradicional Grito de Independencia.

##### Salón de Cabildo

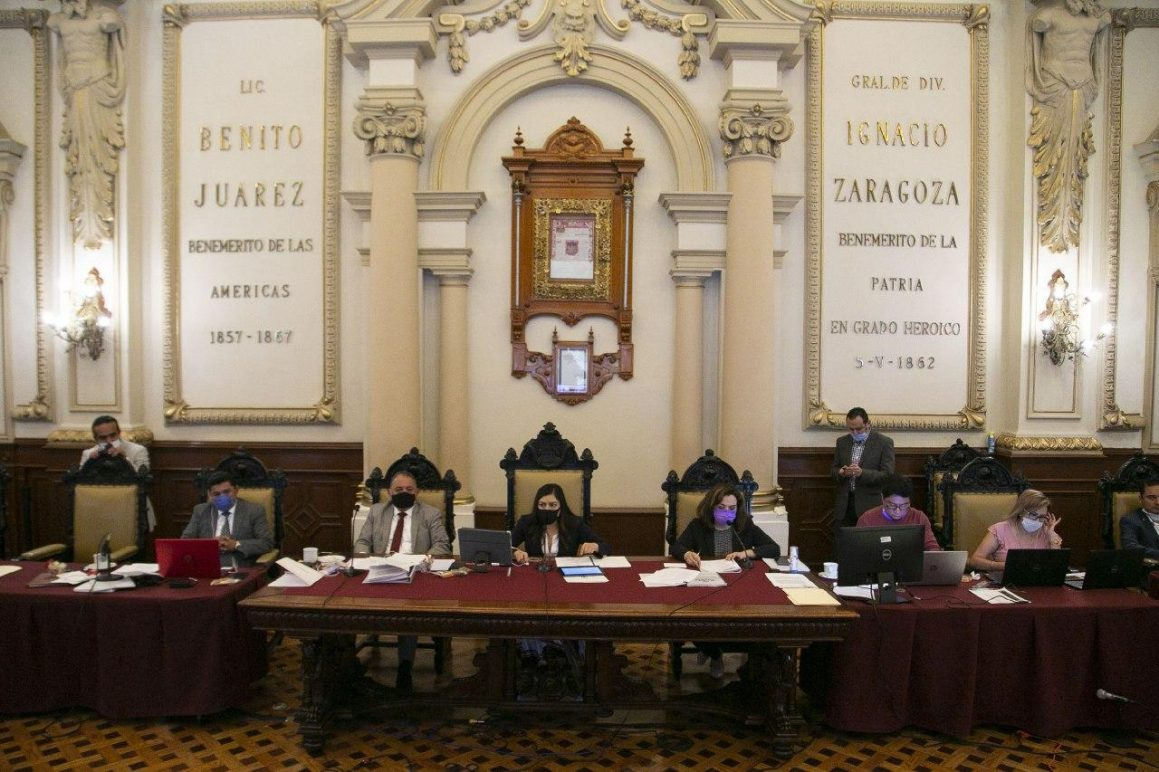

El Salón de Cabildo es uno de los mejores en su tipo de todo el país. Ahí se llevan a cabo las sesiones del cuerpo de regidores, acompañados por el presidente municipal, el síndico y el secretario del H. Ayuntamiento, en las que se toman las decisiones más importantes  que rigen el destino de los habitantes de Puebla de Zaragoza.

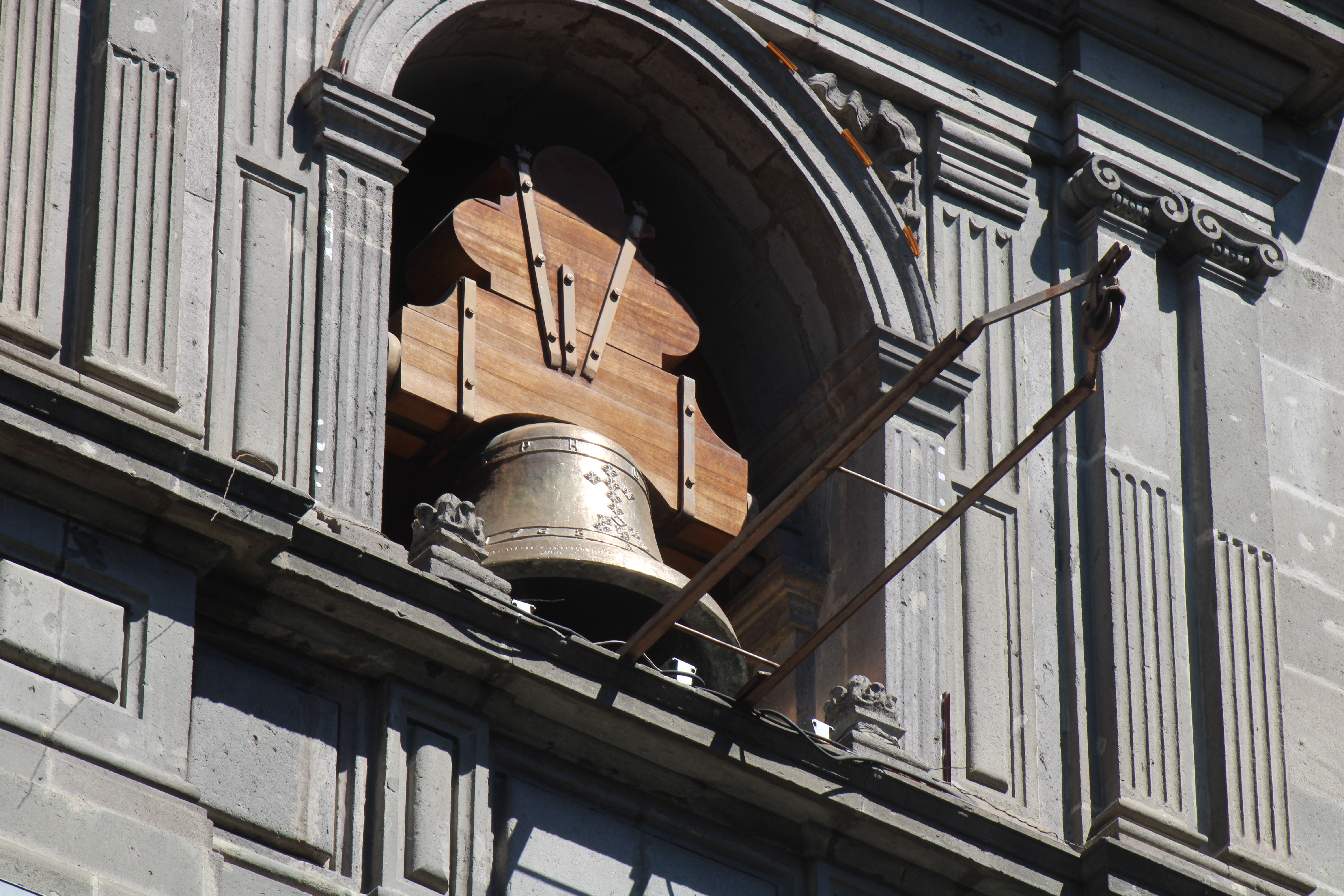

En la entrada de este salón hay un relieve con la personificación de la ciudad de Puebla que recibe a 3 personajes que representan la paz, el trabajo y las artes. Debajo de este relieve se encuentra una placa en piedra que recuerda la remodelación de la Audiencia en 1714, como se puede leer en el último renglón. Esta placa se encontraba en la entrada del edificio del Ayuntamiento, antes de la remodelación de Charles Hall.
El Salón de Cabildo es un claro ejemplo de la influencia francesa que las artes tuvieron en todo el país durante el gobierno del Presidente Porfirio Díaz. Los atlantes de este salón sostienen el techo con sus cabezas, haciendo referencia a que la inteligencia y el conocimiento deben ser las virtudes que sostengan este lugar, sede del Presidente Municipal y de los Regidores. El conjunto de pinturas del techo representan atributos de la ciudad y de su historia. Al centro está pintada una personificación de la abundancia de Puebla, esparciendo lo que parecen ser semillas y monedas, rodeada de otros atributos cargados por ángeles como un engrane, símbolo de la industria, la vara de Mercurio, dios del comercio y un ancla, símbolo del comercio interoceánico. En el panel cercano al balcón, los ángeles cargan espigas de trigo y frutos representando la abundancia agrícola. En el panel contrario los ángeles llevan atributos del buen gobierno como son la balanza de la justicia, la antorcha del conocimiento y la serpiente viéndose al espejo, simbolizando la prudencia. Las 3 virtudes que debe tener el buen gobernante. Por eso debajo de esta pintura siempre debe de estar colocada la silla del Presidente
Municipal.